# تخته‌سنگ

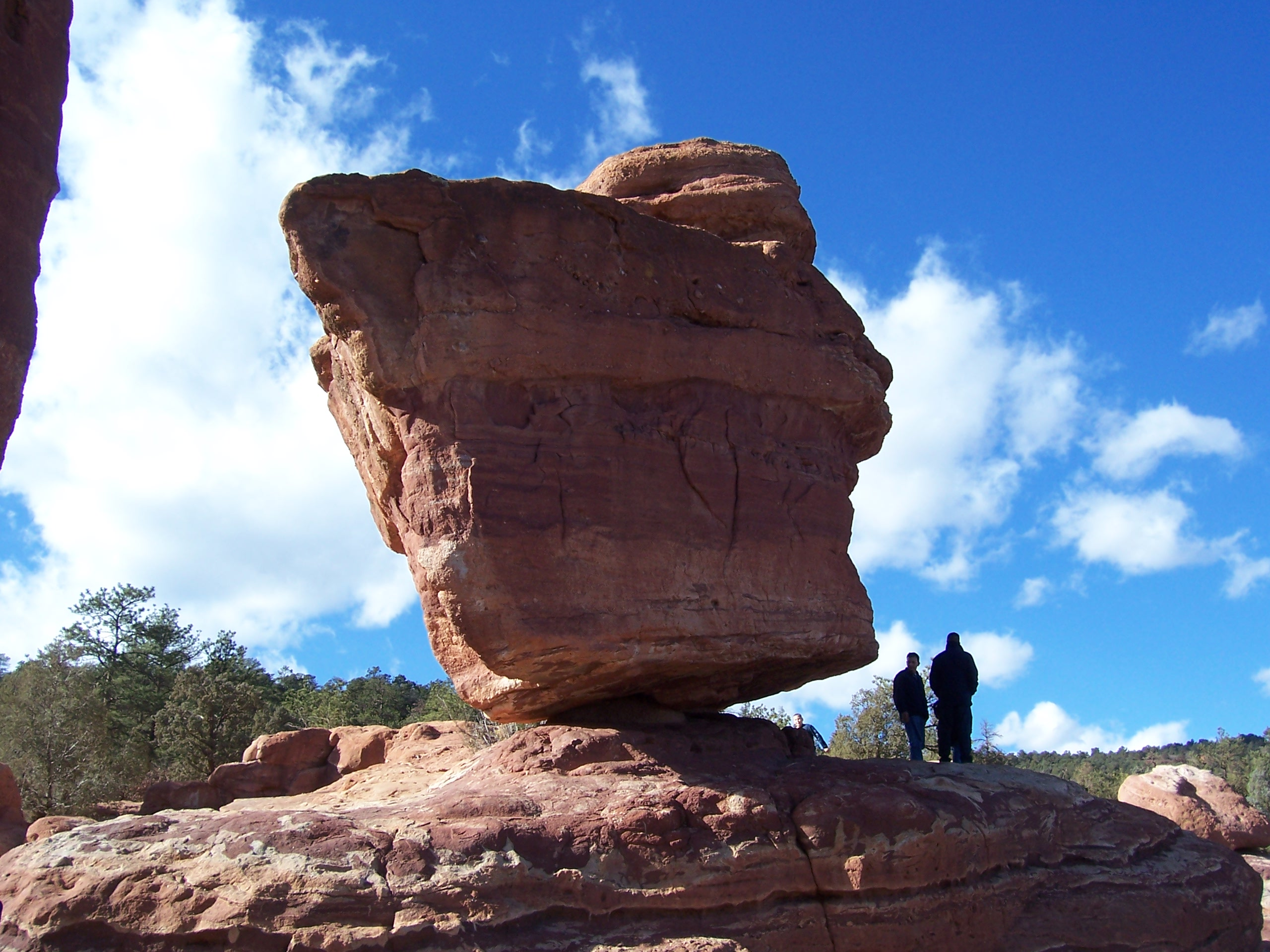
تخته‌سنگ متعادل در باغ خدایان در کلرادو اسپرینگز، کلرادو، ایالات متحده

تخته‌سنگ (انگلیسی: Boulder) یا گرداله در زمین‌شناسی به قطعاتی از سنگ گفته می‌شود که اندازه آن‌ها بزرگ‌تر از ۲۵٫۶ سانتی‌متر (۲۵۶ میلی‌متر) است. قطعات سنگی کوچک‌تر از این اندازه را قلوه‌سنگ (Cobble) و سنگ‌ریزه یا ریگ (Pebble) می‌نامند. برخی از تخته‌سنگ‌ها ممکن است به اندازه‌ای کوچک باشند که با دست حرکت داده یا چرخانده شوند؛ در حالی که برخی دیگر بسیار بزرگ هستند. به‌طور کلی تخته‌سنگ بزرگ‌تر از اندازه‌ای است که یک شخص بتواند آن را جابه‌جا کند. قطعات کوچک‌تر را سنگ می‌نامند.
قطعات تخته‌سنگی در برخی سنگ‌های رسوبی مانند کنگلومرای درشت‌دانه و یخ‌نهشت یافت می‌شود.